# Anamaria Marinca
Anamaria Marinca (Iaşi, Rumania, 1 de abril de 1978) es una actriz rumana conocida por haber protagonizado Cuatro meses, tres semanas y dos días, película ganadora de la Palma de Oro del Festival de Cannes de 2007.

## Biografía
Su madre era violinista, su padre es profesor de teatro en una de las mejores escuelas de teatro de Rumania. En el año 2000 ganó el premio a la mejor actriz en Young Actors Gala en Mangalia
Marinca se graduó en la Universidad de Bellas Artes, Música y Teatro George Enescu, en Iaşi.
En 2005 ganó varios premios, incluyendo el BAFTA a la mejor actriz de televisión, por su actuación en el telefilme de CBC/Channel 4 Sex Traffic. Además de participar en varias producciones teatrales en Rumania, actuó en una producción de Medida por medida en el Royal National Theatre en Londres.
Enseñó durante 4 años en la Universidad de Bellas Artes, Música y Drama George Enescu en Iasi. Habla francés,inglés,alemán y rumano con fluidez.  
En 2007, Marinca protagonizó el largometraje rumano Cuatro meses, tres semanas y dos días, del director Cristian Mungiu. En él interpreta a Otilia, una estudiante que organiza un aborto ilegal para su amiga Gabita en la Rumania de los años 80, bajo el régimen de Ceauşescu. La película ganó la Palma de Oro en el Festival de Cannes 2007 y le valió sendas nominaciones a mejor actriz en los Premios del Cine Europeo y en los Premios Chlotrudis. También apareció en la película de Francis Ford Coppola Youth Without Youth. En 2008 tuvo un papel secundario en la miniserie de la BBC The Last Enemy además  fue nombrada European Shooting Star por el European Film Promotion Board. en 2009 apareció en la película británica Five Minutes of Heaven del director Oliver Hirschbiegel y fue miembro del jurado de la Competencia oficial en el 15.º Festival de Cine de Sarajevo en 2009.
Miembro del jurado de los premios European Shooting Star presentados en el 66.º Festival Internacional de Cine de Berlín en 2016.

## Filmografía
- Mars (2016-18 miniserie)
- Fury (2014)
- The Missing (2014, serie de TV)
- Europa Report (2013)
- The Politician's Husband (2013, miniserie)
- Doctor Who (2012, serie de TV, un episodio)
- Wallander (2012, serie de TV, un episodio)
- Ouroboros (2011, cortometraje)
- Holby City (2011, serie de TV, dos episodios)
- Look, Stranger (2010)
- The Pizza Miracle (2010, cortometraje)
- De vliegenierster van Kazbek (2010)
- Sleep with Me (2009, telefilme)
- Five Minutes of Heaven (2009)
- The Countess (2009)
- Storm (2009)
- Boogie (2008)
- The Last Enemy (2008, miniserie)
- Youth Without Youth (2007)
- Cuatro meses, tres semanas y dos días (2007)
- Hotel Babylon (2006, serie de TV, un episodio)
- Sex Traffic (2004, telefilme)